# Cylindromyia bakeri
Cylindromyia bakeri là một loài ruồi trong họ Tachinidae.